# Otto Friedrich (Jurist)
Otto Friedrich (* 6. Juli 1883 in Molsheim; † 21. Juni 1978 in Heidelberg) war ein deutscher Oberkirchenrat und Kirchenjurist.

## Leben und Wirken
Otto Friedrich war der Sohn des bautechnischen Beamten Otto Friedrich (1851–1894) und von Caroline Friedrich geborener Beyler (1850–1904). Er besuchte zunächst die Volksschule in Weißenburt im Elsass und bis 1901 eine Realschule in Straßburg. Im Anschluss daran absolvierte er ebenfalls in Straßburg bis 1904 die Ausbildung für den mittleren Justizdienst. Er holte im Jahr 1906 extern sein Abitur nach und studierte Rechtswissenschaft in Straßburg und Berlin. Sein Staatsexamen sowie seine Promotion folgten in den Jahren zwischen 1910 und 1912 in Straßburg.
1919 wurde er Stadtrechtsrat der Stadt Karlsruhe und ab 1924 Rechtsreferent im Oberkirchenrat der Evangelischen Landeskirche Baden. 1932 wurde ihm die Ehrendoktorwürde der theologischen Fakultät der Universität Heidelberg verliehen, wo er von 1933 bis 1953 einen Lehrauftrag für evangelisches Kirchenrecht innehatte. Anschließend war er an dieser Fakultät weiterhin als Honorarprofessor tätig.
Friedrich publizierte zu kirchenrechtlichen Themen. Sein Hauptwerk war Die Einführung in das Kirchenrecht aus dem Jahr 1961, welches 1978 in einer zweiten überarbeiteten und erweiterten Ausgabe nochmals veröffentlicht wurde. Außerdem leistete er Beiträge zum 2-bändigen Calwer Kirchenlexikon (1941) und zum 3-bändigen Evangelischen Kirchenlexikon (hrsg. Göttingen 1956–1959).
Friedrich war verheiratet mit der promovierten Politikwissenschaftlerin Helene Friedrich, geb. Rohde. Aus der Ehe stammten drei Töchter und ein Sohn.

## Veröffentlichungen
- Der Eintritt des Grundstückserwerbers in das Mietverhältnis nach § 571 BGB, Dissertation, Universität Straßburg 1912
- Der evangelische Kirchenvertrag mit dem Freistaat Baden. Lahr 1933
- Einführung in das Kirchenrecht, Vandenhoeck und Ruprecht, Göttingen 1961, neu überarbeitete Ausgabe 1978, ISBN 978-3-525-52153-3